# 西直门外大街
39°56′13″N 116°19′58″E / 39.93693°N 116.33264°E

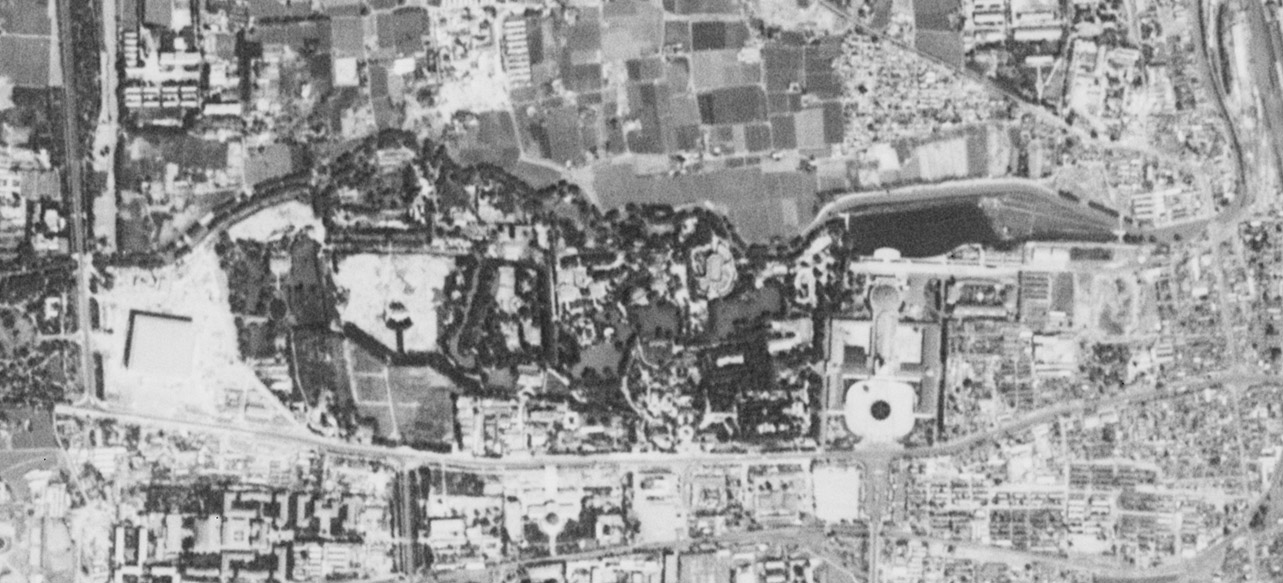
1967年的西外大街

西直门外大街是北京市的一条重要道路，因位在西直门外故称西直门外大街。狭义上指东起西直门桥、西至白石新桥的主干道路，广义上指东起西直门桥、西至杏石口桥或军庄桥的快速路。位于西城区西北部和海淀区南部、石景山区北部一带。途径有北京展览馆、北京动物园、北京天文館、紫竹院公园等景點。

## 历史
西外大街早在20世纪就已经落成，且具有一定扩建。2001年北京大运会开幕前，西外大街经历了大规模改扩建，在白石桥和北京展览馆设置了两座路堑式立交，但白石桥迤东至北展桥段没有设计非机动车道，以防非机动车与快速路机动车混行，过境非机动车需绕行南侧的西直门外南路，直至2020年11月20日西外大街双向复设非机动车道。

### 快速路
在北京市的规划中，远期，西直门外大街-紫竹院路-杏石口路-香山南路（极小部分）-京蔚高速将通过架设高架桥或挖隧道的方式连接成一条连接二环路到六环路的超长快速路。该快速路的工程名称为“西外大街西延”。从1994年起，上述路段已经开始局部的快速路改造或预留。
20世纪90年代前期，紫竹桥伴随西三环的建成而建成。该桥梁的快速通行功能，为紫竹院路在该立交路口的快速化奠定基础。90年代后期，南向西、东向北方向各增加了一处双车道匝道桥梁。
1999年，西直门桥改造，这为西直门外大街-西直门内大街在该立交路口的快速化奠定基础。
21世纪初，西五环建成。伴随该道路建成的杏石口桥的建成。该立交桥也同样为杏石口路预留了快速通行功能。然而，同年西四环路建成的四季青桥却没有过多预留这一功能。
2008年，蓝靛厂北路及南路改造，车道沟桥亦随之改造，为紫竹院路的快速化预留条件。
2010年，杏石口路原本上跨一零一铁路的两车道桥梁被改造为双向十车道（其中主路八车道）+自行车道和人行道的地下涵洞。该工程使用“西外大街西延”的名义，是杏石口路快速改造的首段。
2024年11月，北京市发改委批准北京公联对杏石口路实施西外大街西延工程的建设。
2024年12月，京蔚高速北京段建成，该高速在与西六环相交的军庄桥的主路桥梁末尾端提供了向东延伸的预留。这为西外大街西延快速路西延到军庄桥预留条件。

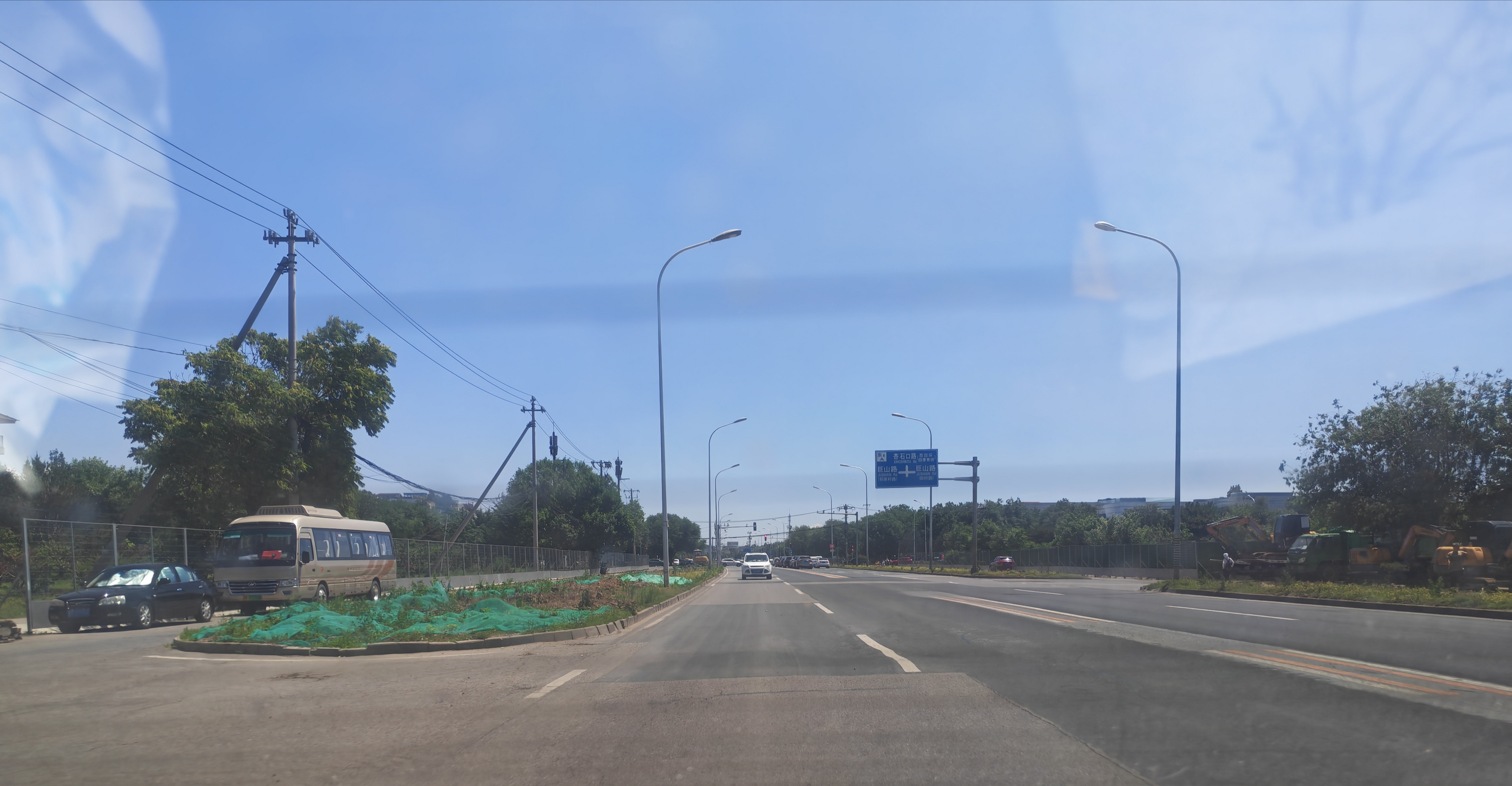
由图可见，杏石口路原本设置于机动车道与自行车道之间的绿化带上的所有树木均已消失，并且路两侧已经开始搭建护栏。

2025年5月25日，根据网上流传的视频显示的画面佐证，北京市有关路政部门开始对杏石口路全线的绿化带上的树木作砍伐或移植处理。与此同时，杏石口路路旁已经开始围起护栏。此举疑似在为杏石口路高架改造做准备。